# Xiaguo, Tibet
Xiaguo (kinesiska: 下过, 下过乡) är en socken i Kina. Den ligger i den autonoma regionen Tibet, i den sydvästra delen av landet, omkring 310 kilometer nordväst om regionhuvudstaden Lhasa. Antalet invånare är 2 330. Befolkningen består av 1 206 kvinnor och 1 124 män. Barn under 15 år utgör 32 %, vuxna 15-64 år 62 %, och äldre över 65 år 5,0 %.
Genomsnittlig årsnederbörd är 627 millimeter. Den regnigaste månaden är juli, med i genomsnitt 201 mm nederbörd, och den torraste är november, med 8 mm nederbörd.